# Вернбург
Вернбург (нім. Wernburg) — громада в Німеччині, розташована в землі Тюрингія. Входить до складу району Заале-Орла. Складова частина об'єднання громад Оппург.
Площа — 6,84 км2. Населення становить 608 ос. (станом на 31 грудня 2021).